# Quando i cavalli avevano le dita
Quando i cavalli avevano le dita (Hen's Teeth and Horse's Toes) è un libro di Stephen Jay Gould, professore di geologia, biologia e storia della scienza all'Università Harvard, e raccoglie 30 saggi su argomenti di varia natura, principalmente nel campo della biologia e dell'evoluzione. L'autore mostra la sua poliedrica capacità di divulgazione, rendendo semplici e alla portata di tutti argomenti e tematiche di una certa complessità.

## Contenuto
Il libro si suddivide in 30 capitoli:
- Parte prima: Stranezze che hanno un senso
  - 1 Pesci grandi, pesci piccoli
  - 2 Natura non morale
  - 3 L'anello di guano
  - 4 Vite rapide e mutamenti bizzarri

- Parte seconda: Personaggi
  - 5 Il vescovo titolare di Titiopolis
  - 6 Hutton e i fini della natura
  - 7 Le rocce maleodoranti di Oeningen
  - 8 Agassiz alle Galápagos
  - 9 Lombrichi per un secolo, e per tutte le stagioni
  - 10 Un'udienza per Vavilov

- Parte terza: Adattamento e sviluppo
  - 11 Miti e realtà della iena
  - 12 Regni senza ruote
  - 13 Che cosa accade ai corpi se i geni agiscono per conto proprio?
  - 14 Denti di gallina e dita di cavallo
  - 15 Mostri utili

- Parte quarta: Teilhard e Piltdown
  - 16 La cospirazione di Piltdown
  - 17 Risposta ai critici
  - 18 Il nostro posto naturale

- Parte quinta: Scienza e politica
  - 19 Evoluzione come fatto e come teoria
  - 20 Una visita a Dayton
  - 21 Moon, Mann e Otto
  - 22 Scienza e immigrazione ebraica
  - 23 La politica dei censimenti

- Parte sesta: Estinzione
  - 24 La diminuzione delle dimensioni filetiche nelle barre al cioccolato Hershey
  - 25 Il botto di un asteroide
  - 26 Le ricchezze del caso
  - 27 O morte, dov'è la tua vittoria?

- Parte settima: Trilogia della zebra
  - 28 Che cos'è una zebra, ammesso che sia qualcosa?
  - 29 In che modo si formano le strisce della zebra
  - 30 Quagga, lamellibranchi a spirale e fatti insussistenti

## Edizioni
- Stephen Jay Gould, Quando i cavalli avevano le dita: Misteri e stranezze della natura, traduzione di Libero Sosio, Universale economica, Feltrinelli - Milano, 1989,  p. 415, ISBN 88-07-81087-5.